# Chitauri
I Chitauri (Chitauri) sono una razza aliena immaginaria creata da Mark Millar e Bryan Hitch, pubblicata dalla Marvel Comics. Antagonisti degli Ultimates, tentano di impadronirsi del mondo nell'universo fumettistico Ultimate Marvel. Dal 2013 fanno parte anche della continuity Marvel canonica, Terra 616.

## Storia
Inizialmente vennero presentati come la versione Ultimate degli alieni conquistatori Skrull, una razza mutaforma. Quest'ultima caratteristica è rappresentata dai Chitauri solo in parte e in modo più subdolo e letale. Per impossessarsi delle fattezze altrui, infatti, i feroci alieni necessitano di fagocitare il corpo ospite. Un'operazione di retcon ha svelato in seguito che in realtà si trattava di un gruppo dissidente di terroristi Skrull che agivano in modo indipendente. Dunque la razza degli Skrull porta lo stesso nome anche nell'universo Ultimate, con le consuete caratteristiche di ferocia e ambizione di dominio interplanetario.
In un dialogo tra il comandante dei Chitauri e Wasp, presa prigioniera nel corso di una battaglia, viene detto che le varie popolazioni con cui hanno avuto a che fare li chiamano con nomi diversi. Gli africani li chiamano appunto Skrull.
Rispetto agli Skrull classici, figli di una fantascienza più ingenua e datata, i Chitauri sono caratterizzati con molta più ferocia e cinismo e in modo più sottile. Viene descritto un loro diretto coinvolgimento con gli orrori del nazismo e il loro comandante è stato la nemesi di  Capitan America durante la seconda guerra mondiale. La loro natura di conquistatori folli è avvalorata dal fatto che si ritengono "purificatori", cioè nella loro visione liberano i mondi che conquistano dalle razze che li popolano come se fossero dei parassiti che infestano un organismo ospite.
Vengono, apparentemente, annientati dagli Ultimates in uno dei primi archi narrativi della serie a loro dedicata, intitolato Homeland Security, durante la seconda parte della serie Ultimates 1.

## Altre versioni
Dopo il successo della loro apparizione nel film MCU The Avengers, i Chitauri vengono introdotti nell'Universo Marvel canonico, Terra-616: in questa versione gli alieni affrontano il nuovo Nova (Sam Alexander).

## Altri media

### Cinema

#### Marvel Cinematic Universe
- All'interno del Marvel Cinematic Universe gli esseri che appaiono per la prima volta al fianco del Dio dell'Inganno asgardiano Loki nel film The Avengers (2012) sono, a detta del regista Joss Whedon, un'interpretazione cinematografica dei Chitauri, ma anche un mix fra gli Skrull e i Kree[5]. Nella pellicola vengono chiamati proprio i "Chitauri" e sono gli antagonisti ricorrenti del film. Uno dei Chitauri appare anche nel film Guardiani della Galassia (2014) come "pezzo" della collezione del Collezionista. Successivamente Inoltre i Chitauri sono apparsi tramite cameo in altri film del franchising quali Iron Man 3 (2013), Thor: The Dark World (2013), Avengers: Age of Ultron (2015), Captain America: Civil War (2016), Spider-Man: Homecoming (2017) e Avengers: Infinity War (2018). Nel 2019 sono riapparsi come parte dell'esercito di Thanos nel film Avengers: Endgame durante la battaglia finale di quest'ultimo contro gli Avengers e i loro alleati sulla Terra.

#### Animazione
- I Chitauri appaiono nei film d'animazione Ultimate Avengers e Ultimate Avengers 2.

### Televisione
- Nella serie televisiva Agents of S.H.I.E.L.D. i Chitauri vengono spesso citati e nel sesto episodio della prima stagione compare anche uno degli elmi chitauriani.
- I Chitauri appaiono nelle serie animate Ultimate Spider Man, Avengers Assemble e Guardiani della Galassia.